# Icupima taua
Icupima taua är en skalbaggsart som beskrevs av Martins och Maria Helena M. Galileo 2004. Icupima taua ingår i släktet Icupima och familjen långhorningar. Inga underarter finns listade i Catalogue of Life.